# Conservatorio Profesional de Música de Valencia
El Conservatorio Profesional de Música de Valencia es un centro público dedicado a la enseñanza musical en los niveles elemental y profesional. Forma parte de la red de conservatorios dependientes de la Generalidad Valenciana y está localizado en dos ubicaciones: la Plaza de Viriato y la Plaza de San Esteban; ambas en la ciudad de Valencia.

## Historia
La institución tiene sus orígenes en 1879, cuando fue fundada por la Real Sociedad Económica de Amigos del País de Valencia. Su creación respondió a la necesidad de ofrecer una formación musical estructurada y de calidad en la ciudad. Inicialmente, el conservatorio funcionó como una entidad única que abarcaba todos los niveles de enseñanza musical.
En sus primeros años, el conservatorio funcionó como una entidad única que abarcaba todos los niveles de enseñanza musical. Inicialmente, se instaló provisionalmente en el edificio denominado de Na-Monforta, cerca de la calle de las Barcas. En 1882, se trasladó a otro edificio situado en la plaza de San Esteban.
A lo largo del siglo XX, el conservatorio experimentó diversas transformaciones. En 1917, pasó a depender del Estado, lo que permitió una mayor consolidación institucional. En la década de 1950, bajo la dirección del maestro Manuel Palau, se consiguió para el conservatorio la primera cátedra de Dirección de Orquesta que se implantó en España .
En 1968, el centro fue reconocido oficialmente como Conservatorio Superior, ampliando su oferta educativa y consolidando su prestigio en el ámbito musical. Durante los años siguientes, se impulsaron las enseñanzas de Arte Dramático y Danza, que posteriormente se independizaron como instituciones separadas.
En 1976, coincidiendo con la celebración de su centenario, el conservatorio estrenó una nueva sede dentro del campus de la Universidad Politécnica de Valencia. Sin embargo, esta ubicación tuvo un corto periodo de uso.
En 1997, el conservatorio original se dividió en dos entidades separadas: el Conservatorio Superior de Música Joaquín Rodrigo, que asumió las enseñanzas superiores, y el Conservatorio Profesional de Música de Valencia, encargado de las enseñanzas elementales y profesionales. Esta reorganización permitió una especialización y adaptación más efectiva a las necesidades educativas de cada nivel.

## Oferta educativa
El conservatorio ofrece enseñanzas elementales y profesionales de música en diversas especialidades instrumentales y teóricas. Los programas están estructurados para proporcionar una formación integral que prepare al alumnado tanto para la práctica musical como para continuar estudios superiores. Además, el centro organiza actividades complementarias como conciertos, audiciones y talleres que enriquecen la experiencia educativa de los estudiantes. 